# 1837年逝世人物列表
下面是1837年逝世的知名人士列表。
1837年逝世人物列表：1月 - 2月 - 3月 - 4月 - 5月 - 6月 - 7月 - 8月 - 9月 - 10月 - 11月 - 12月

## 1-6月

### 1月8日
- 巴伐利亞的威廉，奧地利伊莉莎白皇后的曾祖父

### 1月20日
- 约翰·索恩，英國建築師

### 1月23日
- 约翰·菲尔德，愛爾蘭作曲家

### 2月7日
- 古斯塔夫四世·阿道夫，瑞典前國王

### 2月10日
- 亚历山大·普希金，俄羅斯作家

### 2月13日
- 馬里亞諾·何塞·德·拉臘，西班牙作家

### 2月19日
- 喬治·布希納，德國劇作家

### 3月31日
- 约翰·康斯特勃，英國畫家

### 4月4日
- 路易-塞巴斯蒂安·勒諾曼德，法國化學家、物理學家和發明家

### 4月28日
- 約瑟夫·蘇厄姆，法國將軍

### 5月5日
- 尼科洛·安東尼奧·辛加雷利，義大利作曲家

### 5月9日
- 奧斯古德·詹森，菲力浦斯學院第五任校長

### 5月20日
- 腓特烈王子，黑森-卡塞爾伯爵腓特烈二世的幼子。

### 6月14日
- 贾科莫·莱奥帕尔迪，義大利作家

### 6月20日
- 威廉四世，英國漢諾威王朝最後一位男性君主和倒數第二位君主

### 6月29日
- 納撒尼爾·梅肯，美國政治家

## 7-12月

### 7月18日
- 文森佐·柏格，馬爾他商人，叛軍領袖

### 8月12日
- 皮埃爾·拉羅米吉埃，法國哲學家

### 9月7日
- 法比安·戈特利布·馮·奧斯滕-薩肯，俄羅斯軍事領導人

### 9月21日
- 彼得·弗裡德，荷蘭政治家

### 9月28日
- 阿克巴·沙二世，印度最後一位莫臥兒皇帝

### 10月1日
- 羅伯特·克拉克，美國政治家

### 10月10日
- 夏尔·傅立叶，法國哲學家

### 10月12日
- 查理斯-瑪麗·鄧尼斯·德·達姆雷蒙，法屬阿爾及利亞法國總督（在君士坦丁圍城戰中陣亡）

### 10月17日
- 约翰·尼波默克·胡梅尔，奧地利作曲家
- 彼得·勒貝克，法國捕獵者，加利福尼亞州勒貝克的同名捕獵者（出生不詳）

### 11月7日
- 以利亞·帕裡什·洛夫喬伊，美國廢奴主義者

### 11月28日
- 鄧克爾格拉芬，身份神秘的德國女人

## 日期不詳
- 安妮·佩平，塞內加爾西格納拉
- 瑪麗·迪克森·基斯，第一位獲得美國專利的美國人
- 托馬斯·諾布爾，英國詩人和翻譯家